# バガテル・バラ園

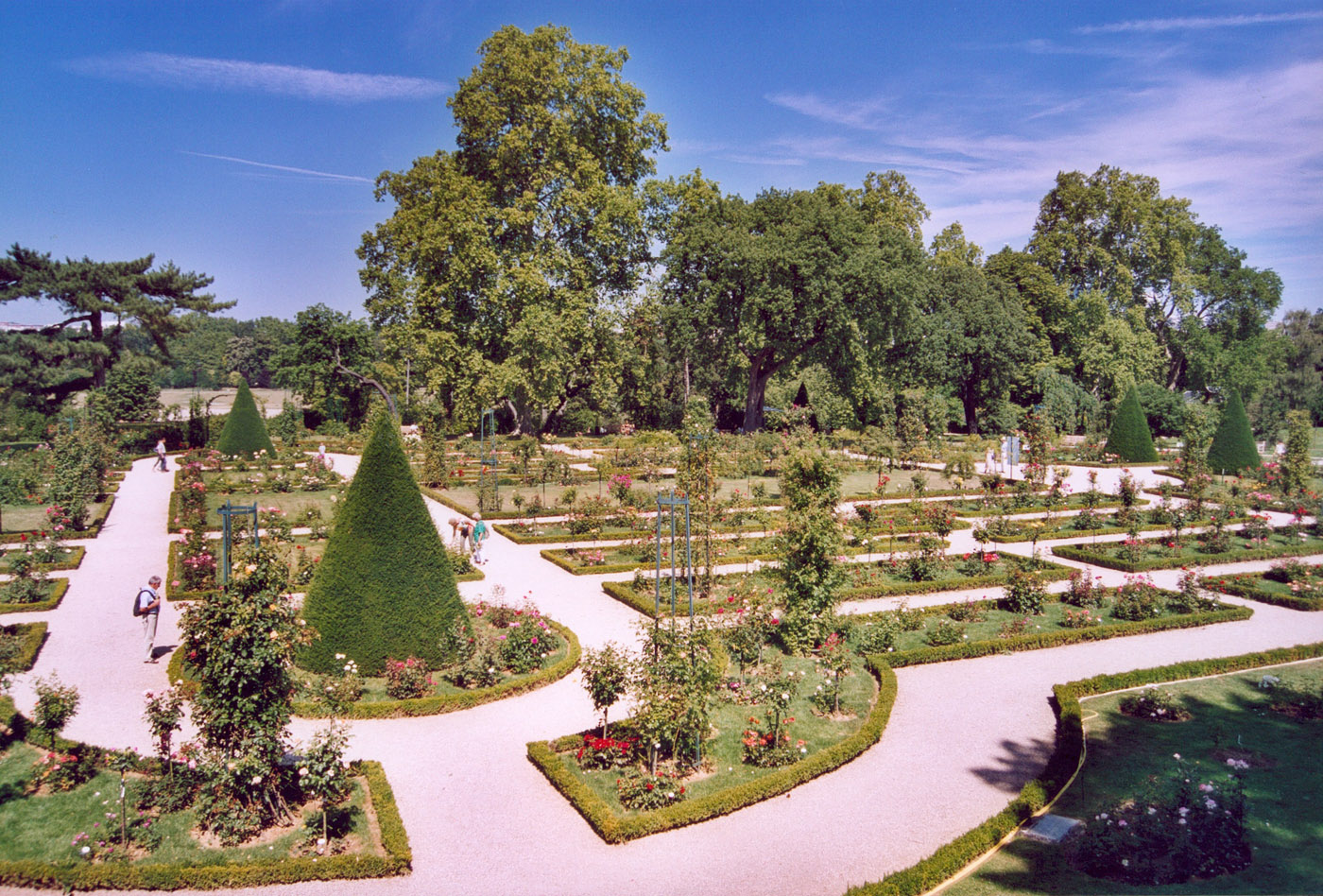
バラ園全体の眺め

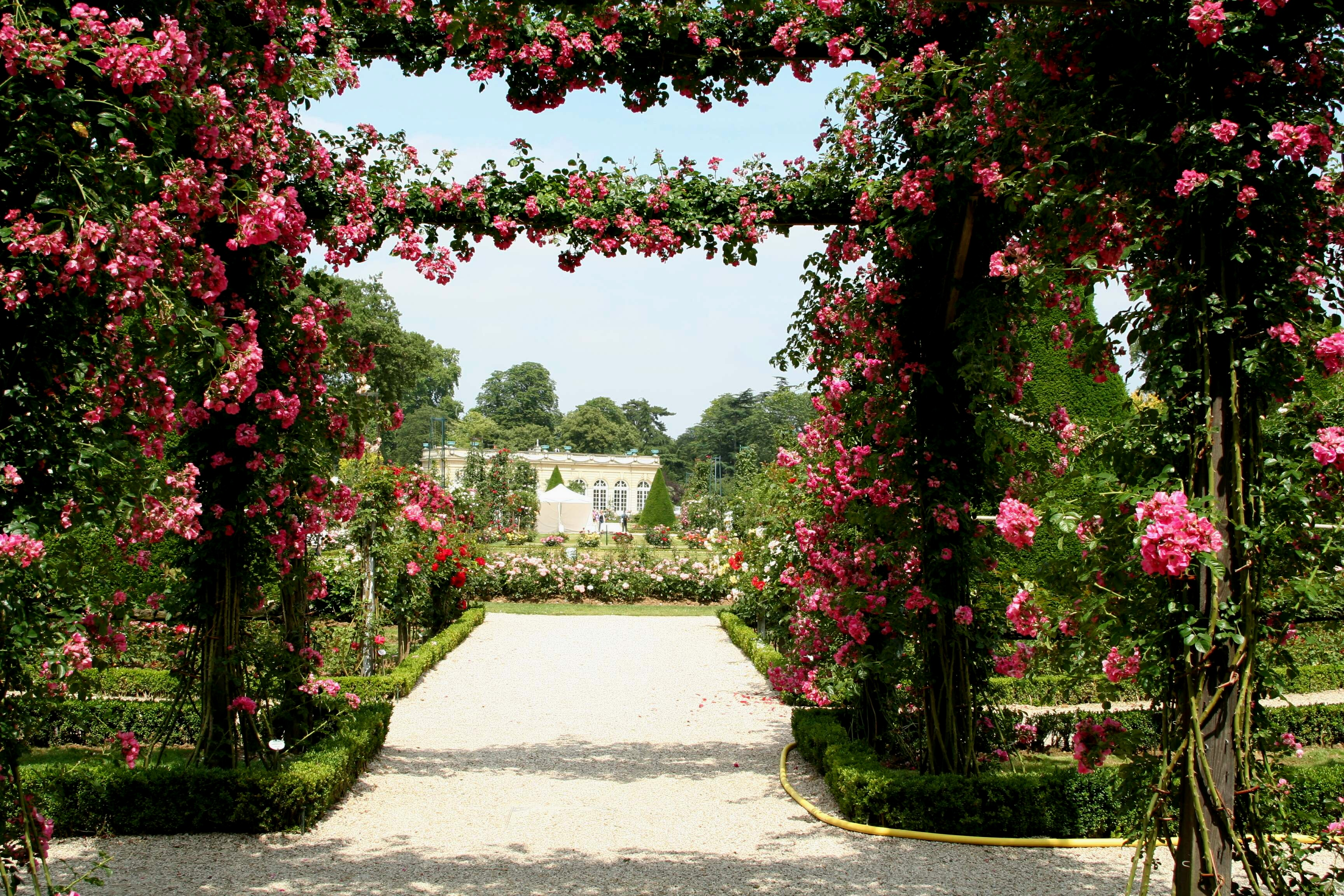
アメリカン・ピラーのアーチ

バガテル・バラ園 （バガテル・バラえん、La Roseraie de Bagatelle、ロズレ・ド・バガテル）は、フランス、パリ、ブローニュの森にあるバガテル公園（fr）内のバラ園。フランス有数の規模と歴史をもつ。造園家ジャン＝クロード・ニコラ・フォレスティエによって1905年につくられ、現在はパリ市当局が運営している。毎年6月、バラ新品種の国際品評会が開催される。
このバラ園は国内5箇所あるバラ・コレクションを擁する庭園の1つで、植物および庭園、植物遺産保全のための全国協議会（fr、略称CCVS）によって国立コレクションと讃えられている。
バガテル・バラ園には、1,100種におよぶおよそ9,500本のバラが植えられている。